# أبو الفتح البلطي
تاج الدين أبو الفتح عثمان بن عيسى بن منصور بن محمد البَلَطي، عالم بفنون العربية، ولاسيما النحو والعروض، أخباري، شاعر.

## سيرته
ولد في بلدة «بَلَد»، وهي بلدة نَزِهَةٌ كثيرة
الخيرات، على نهر دجلة، شمال الموصل. قال القفطي: «ويقال لها: بَلَط، بلفظ النبط».
والنسبة إليها «بَلَدي» وهي النسبة الغالبة في استعمال أصحاب الحديث، و«بَلَطي»، ونشأ في بلدته «بَلَط» متأثراً بطبيعتها الجميلة، تأثراً ظهر في سيرته الشخصية فيما بعد.
ولم يذكر مترجموه أين حصّل علومه الأولى: أفي «بَلَط» هذه، أم في الموصل القريبة منها؟ فقد قالوا في نسبته أيضاً «الموصلي» وذكروا أنه روى عن القاسم بن الحسين البغدادي الشاعر المعروف بابن الطوابيقي (ت569هـ) شيئاً من شعره. وكان ابن الطوابيقي هذا قد سافر إلى الموصل، ومدح الملوك بها. ولم يذكروا أكانت للبلطي رحلة إلى بغداد في شبابه أم لا، فقد ورد أن من شيوخه اثنين من كبار علماء العربية هما سعيد بن المبارك بن الدهان (ت569هـ)، والحسن بن صافي المشهور بلقبه «ملك النحاة» (ت568هـ)، وكلاهما من بغداد ، إلا أن ابن الدهان كان قد انتقل إلى الموصل، وبها توفي، وكان الحسن قد انتقل إلى دمشق وبها توفي؛ ولعله قد لقي الرجلين في هذين البلدين، الموصل ودمشق، حين كان في دمشق، قبل أن ينتقل منها إلى الديار المصرية.
انتقل البَلَطي إلى الشام، وأقام بدمشق مدة يتردد منها إلى الزبداني للتعليم، فلما صار الحكم في مصر للأيوبيين سنة 567هـ انتقل إليها فحظي بها، ورتب له صلاح الدين الأيوبي مرتباً معلوماً، يقرئ به النحو والقرآن. قال القفطي: «رأيته بمصر وهو يفيد الطلبة علمي النحو والعروض، وكان بهما قَيِّماَ، ولم أسمع أحداً يذكر صيانته»، ويبدو أن تساهل البَلَطي في حياته الشخصية وميله إلى اللهو جعلا صلاح الدين ينصرف عنه بعد إقباله عليه.

## أعماله
- صنف «المنير» أو «النِّيِّر» في علم العربية
- وصنف «علل القراءات»، والتصنيف فيها مُرْتَقىً في العربية صعب بالغ
- وصنف فيما يجري هذا المجرى من علوم العربية «علم أشكال الخط» و«التصحيف والتحريف».
- وله في الأدب والأخبار: «أخبار المتنبي»
- و«المستزاد على المستجاد من فعلات الأجواد» زاد فيه على كتاب التنوخي المعروف «المستجاد».
- اختصر كتاب «الأغاني»

## ولادته ووفاته
ولد بالعراق سنة 524 هجرية - 1129 ميلادية
وتوفي بمصر سنة 599 هجرية - 1202 ميلادية